# أليخاندرو غيريرو (لاعب كرة قدم مكسيكي)
أليخاندرو غيريرو (بالإسبانية: Alejandro Guerrero) (و. 1958 – 1997 م) هو لاعب كرة قدم مكسيكي.